# Comunità ebraica di Venezia

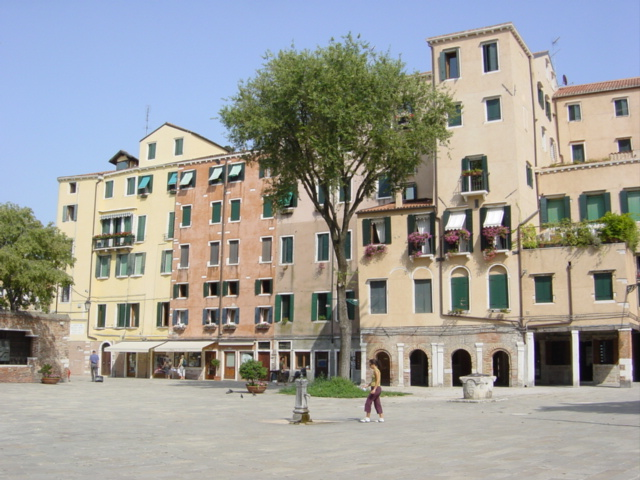
Il ghetto di Venezia

La comunità ebraica di Venezia è una delle ventuno comunità ebraiche italiane riunite nell'Unione delle comunità ebraiche italiane e coordina le attività culturali-religiose degli ebrei delle province di Venezia, Treviso e Belluno.
Viene definita una comunità di medie dimensioni e conta ufficialmente 540-600 appartenenti, soprattutto tra Venezia-centro storico (poco più di 450 persone) e la cintura urbana tra Mestre e Padova. Inoltre vi è un numero di persone imprecisato, ma nell'ordine delle centinaia composto da ebrei italiani non iscritti agli uffici della comunità, ebrei immigrati negli ultimi decenni ed ebrei stranieri residenti in città anche solo in alcuni periodi dell'anno. Queste ultime categorie presentano un'età media meno avanzata rispetto a quella dei membri ufficiali. I centri della comunità hanno sede nel noto Ghetto di Cannaregio (nonostante oggi appena una trentina di membri vi abitino), visitato annualmente da una media di 300.000 turisti.

## Storia

### Le origini e il medioevo

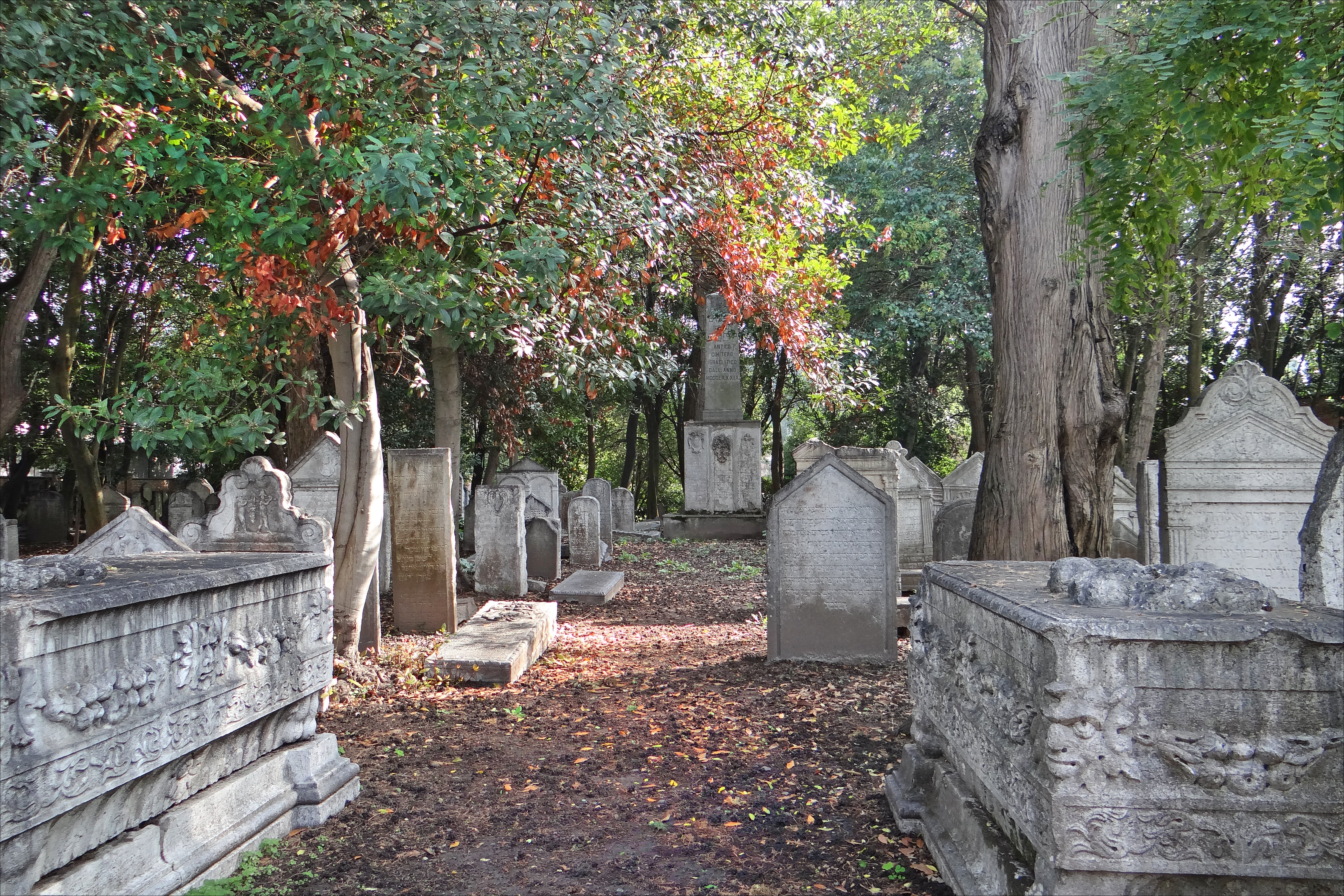
Il cimitero ebraico di Venezia

Le origini della presenza ebraica a Venezia sono antiche e ancora poco note, la prima testimonianza della loro presenza risale al 932 quando il doge Pietro II Candiano chiese a Enrico I di Sassonia, re del Regno dei Franchi Orientali di far convertire al cristianesimo gli ebrei del regno. La prima comunità ebraica veneziana però non si stabilì nella città lagunare, bensì a Mestre sulla terra ferma, dove nel 1152 contava circa milletrecento membri. A lungo si è creduto che la prima sede della comunità si trovasse alla Giudecca, ma studi più attuali hanno propeso per altre ipotesi etimologiche. Gli ebrei di Mestre si recavano ogni giorno a Venezia dove si occupavano di trafficare merci e di concedere prestiti di denaro, lavoro di cui la città non poteva fare a meno e pertanto pur osteggiandolo, non vietava l'accesso alla città. Gli ebrei non erano considerati cittadini della Repubblica, ed erano soggetti a delle tasse specifiche, in particolare con decreto del 22 maggio 1298 si obbligarono gli ebrei a pagare una tassa del 5% sulle merci trafficate e il limite del tasso di interesse sui prestiti fu fissato al 10%. Quando gli ebrei si recavano in città era loro consentito lavorare a San Marco e a Rialto almeno dove lavoravano già nel X secolo. 
Al di là di alcuni sporadici episodi, la Serenissima, interessata ad incrementare la propria potenza commerciale, fu tollerante nei confronti sia dei mercanti levantini che dei prestatori Ashkenaziti, infatti pur non considerandoli cittadini e non consentendogli di comprare immobili permetteva loro di entrare in città rinnovando puntualmente dei permessi che duravano tra i 5 e i 10 anni. Il 25 settembre 1386 richiesero ed ottennero di acquistare una parte del terreno del monastero di San Nicolò al Lido per seppellire i propri defunti originando il cimitero ebraico di Venezia. Nel 1385 il Consiglio dei Pregadi emise la prima "condotta" che permetteva a dei prestatori ebrei di origine tedesca di operare in città. Verso la fine del XIV secolo le restrizioni verso gli ebrei aumentarono e nel 1394 furono cacciati da Venezia e fu consentito loro di soggiornare in città solamente due settimane e in caso di trasgressione erano obbligati a pagare una pena di 1000 ducati, inoltre furono obbligati a portare un cerchio giallo come segno distintivo. In un primo momento i medici ebrei furono esentati dal portare il segno, ma successivamente anche loro furono obbligati ad indossarlo; nel XVI secolo il segno divenne un drappo rosso. La legge della permanenza delle due settimane era facilmente eludibile così nel 1402 si decise che dopo due settimane di soggiorno gli ebrei potessero ritornare in città solo dopo quattro mesi.

### Il Ghetto
La situazione venne stravolta dal 1509: con la battaglia di Agnadello numerosi ebrei dell'entroterra (esistevano varie comunità tra Vicenza e Conegliano) si riversarono in città per fuggire ai soprusi dell'esercito della Lega di Cambrai. In numero sempre maggiore, si stabilirono un po' in tutte le contrade veneziane, creando non pochi attriti con la popolazione locale (spesso fomentata dai Frati Minori).
Il 29 marzo 1516 il governo della Serenissima (che non avrebbe mai ammesso un'espulsione, vista l'importanza economica della comunità) mise mano a questa situazione concentrando gli ebrei nel Ghetto Novo, un isolotto dove un tempo esistette una fonderia e che allora ospitava un quartiere residenziale. Gli abitanti furono quindi sfrattati per consentire la reclusione in un Ghetto per gli ebrei. Gli unici due accessi all'isola, i ponti sul rio di San Girolamo e sul rio del Ghetto, di notte venivano chiusi ed erano sorvegliati da guardiani cristiani, pagati dagli stessi ebrei.
I primi abitatori del Ghetto Nuovo furono gli ebrei della nazione todesca (ashkenaziti), la quale aveva l'obbligo di gestire dei banchi di pegno. Agli israeliti erano permessi pochi altri mestieri: la strazzarìa, ovvero il commercio dell'usato, e la medicina (i dottori avevano il permesso di uscire dal Ghetto di notte per visitare i propri pazienti).
Nel 1541 la Serenissima concesse il Ghetto Vecchio (un quartiere attiguo al Ghetto Novo) ai Levantini, un gruppo composto da mercanti provenienti dall'impero ottomano. L'economia veneziana trasse sicuramente vantaggio da questo evento, in affanno per le guerre contro i Turchi e per l'accresciuta concorrenza del porto di Ancona. I Levantini ebbero obblighi diversi rispetto ai Tedeschi: non si occupavano di prestiti, ma erano commercianti. Questa nazione aveva abitudini decisamente particolari: esibivano vesti sfarzose e orientaleggianti, con turbanti e ornamenti, decisamente contrastanti con i modesti ebrei tedeschi.
L'ultima ondata migratoria si ebbe nel 1589 con la nazione ponentina (sefarditi); nello stesso periodo si andò a formare anche una nazione italiana, con ebrei provenienti dall'Italia centromeridionale, in particolare da Roma. Da allora il Ghetto assunse una conformazione definitiva: nel Ghetto Novo si trovava il cuore pulsante della comunità, con il campo dove si affacciavano i banchi, i negozi di strazzarìa, i luoghi di culto e i palazzi residenziali (che, per motivi di spazio, raggiunsero altezze considerevoli).
Le varie nazioni (dette altrimenti università) continuarono a mantenere la propria identità: ciascuna aveva usi e tradizioni particolari e faceva riferimento a una propria sinagoga.
Il Seicento fu probabilmente il periodo d'oro per i quasi cinquemila ebrei veneziani, le cui attività portavano centomila ducati annui nelle casse dello Stato. Pur rinchiusi nel Ghetto, molti israeliti primeggiavano in ricchezza e sfarzo (tanto che i capi della comunità tentarono più volte di porre un freno al lusso e al gioco d'azzardo) e si distinsero numerosi intellettuali (Elia Levita, Leone Modena, Simone Luzzatto, Sara Copio). Nel quartiere trovavano posto un teatro e un'accademia di musica e fiorirono i salotti culturali. Non mancavano i servizi: erano presenti un ospedale, una libreria, un albergo e una locanda. Il Ghetto rappresentava sostanzialmente una "città nella città" del tutto autosufficiente.
Nonostante l'isolamento e le norme igieniche dettate dalla religione, la peste raggiunse anche il Ghetto nel 1631. L'altissimo numero di morti (esiste ancora una lapide al Lido indicante la fossa comune degli appestati), intorno alle 450 persone pari a un decimo della comunità, fu però in parte compensato, negli anni successivi, dall'arrivo di altri ebrei dall'Europa orientale in fuga dai Cosacchi. Nel 1633 avvenne così l'ultimo ampliamento del quartiere con l'aggiunta del Ghetto Novissimo, una zona di scarsa estensione e "periferica" formata da appena due calli.
Tuttavia la Serenissima era ormai al tramonto, e così la comunità ebraica, gravata da una sempre maggiore tassazione. Molti ebrei decisero di trasferirsi nei porti del Tirreno (come Livorno) o ad Amsterdam, alla ricerca di nuove fortune. La popolazione ebraica della città scese dai 4,800-5000 membri del 1655 ai 1,700 del 1766. Al contempo, decadeva anche la vita culturale: in quest'ambito si inseriscono le confuse reazioni al messianesimo di Sabbatai Zevi. Nel 1737 la comunità fu costretta a dichiarare il fallimento.

### Storia contemporanea
Con l'arrivo di Napoleone Bonaparte e la caduta della Repubblica di Venezia (1797) i cancelli del Ghetto furono abbattuti e vennero abrogate le restrizioni imposte dalla Serenissima: gli ebrei veneziani poterono trasferirsi e comprare immobili altrove, svolgere più tipi di professioni, frequentare liberamente scuole pubbliche e istituzioni. Tali disposizioni, pur non riconfermate, segnarono la vita della comunità anche durante la successiva amministrazione austriaca.
Durante i moti del 1848 che portarono all'istituzione della Repubblica di San Marco da parte di Daniele Manin furono coinvolte varie personalità del mondo giudaico: si citano Isacco Maurogonato Pesaro, Jacopo Treves, Leone Pincherle e Leone Tedesco, nonché il rabbino Abramo Lattes che invitò i correligionari ad arruolarsi nella Guardia civica. Con l'annessione al Regno d'Italia nel 1866, finalmente agli ebrei vennero riconosciuti pari diritti civili rispetto al resto della popolazione. La situazione degli ebrei veneziani era a quel punto analoga a quella delle altre comunità della penisola. Molti appartenenti abitavano fuori dal Ghetto, il quale però continuava a rappresentare il fulcro della comunità come sede di luoghi di culto, scuole, attività economiche, circoli. 

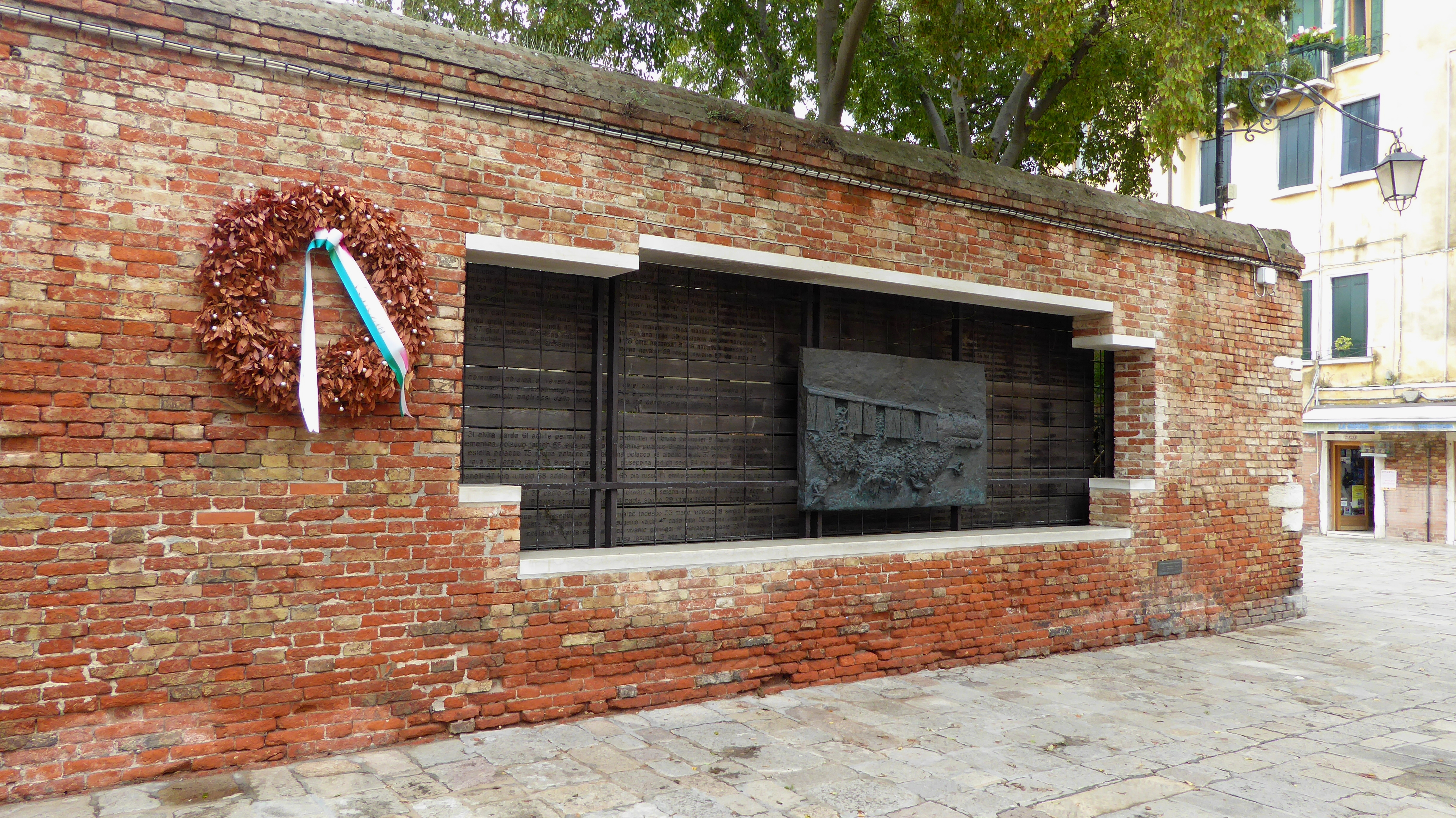
Memoriale della Shoah a Venezia

La comunità andava incontro a un continuo decremento demografico: nel 1931 contava 1.814 iscritti, divenuti circa 1.400 nel 1938, quando furono promulgate le leggi razziali fasciste (in totale 2.365 persone furono considerate, almeno in parte, "razzialmente ebree": 2.189 nella Provincia di Venezia, 147 in quella di Treviso e 29 in quella di Belluno, ridottesi a 1.324 nel 1940 con le emigrazioni verso America, Palestina, Europa occidentale o verso le maggiori città italiane, dov'era più facile rimediare un impiego anche in nero). La deportazione degli ebrei nei campi di sterminio tedeschi avvenne attraverso varie retate a partire dall'armistizio di Cassibile. Dei 254 ebrei veneziani arrestati e deportati nel 1943-1944, appena otto sopravvissero; al termine della seconda guerra mondiale circa 1.100 ebrei rimanevano in città, a cui si aggiungevano altri 600 tra ebrei polacchi e jugoslavi sopravvissuti alla Shoah e giunti a Venezia in attesa di imbarcarsi per Israele.
Gli iscritti hanno subito ulteriori diminuzioni col trasferimento di molti verso le grandi città o all'estero e con la diminuzione delle iscrizioni alle anagrafi della comunità (844 iscritti nel 1965 e oggi circa 540-600). Nonostante ciò, attualmente quella di Venezia è una realtà ebraica vivace, promotrice di numerose iniziative culturali aperte a ebrei e non ebrei, tra cui l'attività svolta dal Museo Ebraico di Venezia che conserva parte del patrimonio di oggetti rituali della Comunità e permette, attraverso le visite guidate, di visitare alcune delle sinagoghe di Venezia.
Negli ultimi decenni l'impossibilità di dare ai bambini della comunità un'istruzione ebraica che andasse oltre la scuola elementare è stato uno dei principali motivi ad aver spinto giovani coppie appena sposate (soprattutto membri ufficiali) a spostarsi presso realtà urbane con comunità più ampie e quindi più organizzate. Per capire tale tendenza bisogna considerare il ruolo di rottura rappresentato dalle Leggi razziali e dalla Shoah nel processo di assimilazione degli ebrei avviatosi spontaneamente dopo la parificazione dei diritti sotto Napoleone e la fine dell'età dei ghetti. Se prima della Shoah l'ebreo italiano era innanzitutto italiano ed ebreo solo nel privato della propria casa, dopo il 1945 e dopo la nascita dello stato di Israele egli ha sentito di più il bisogno di esternare la propria identità culturale (ciò si è visto anche con la brusca diminuzione dei matrimoni misti presso i membri ufficiali delle comunità dalla Seconda guerra mondiale in poi). Inoltre la decisione di molte famiglie ebraiche veneziane di trasferirsi ha rispecchiato il generale spopolamento del comune, sceso dai 365.000 abitanti del 1970 ai 260.000 odierni, soprattutto per la brutale conversione della città da centro industriale e commerciale di importanza europea a mera attrazione per il turismo di massa e per il terziario (il solo centro storico è sceso dai 185.000 abitanti del 1945 ai 55.000 odierni).

## Rabbini capo
- Elia Aron Lattes (1815 - 1839)
- Abramo Lattes (1839 - 1875)
- Moisè Coen Porto (1876 - 1918)
- Adolfo Ottolenghi (1919 - 1944)
- Elio Toaff (1946 - 1951)
- Leone Yehuda Leoni (1952 - 1961)
- Avraham Alberto Piattelli (1961 - 1972)
- Menachem Emanuele Artom (1973 - 1976)
- Joseph Sebag (1977 - 1980)
- Raffaele Grassini ( 1981 - 1989)
- Jehuda Zegdun ( 1990 - 1992)
- Roberto Della Rocca (1992 - 2001)
- Elia Enrico Richetti (2001 - 2010)
- Ghili Benyamin (2010 - 2014)
- Scialom Bahbout (2014 - 2019)
- Daniel Elie Touitou (2019 - 2022)
- Alberto Sermoneta (2022 - in carica)

## Presidenti
- Giuseppe Musatti (1903 - 1919)[3]
- Angelo Sullam (1919 - 1929)[3]
- Alberto Musatti (1930 - 1932)
- Max Ravà (1932 - 1934)
- Aldo Coen Porto (1935 - 1937)[4]
- Aldo Finzi (1937 - 1940)[4]
- Giuseppe Jona (1940 - 1943)
- Vittorio Fano (1946 - 1959)
- Giovanni Geshmay (1959 - 1964)
- Raffello Levi (1964 - 1966)
- Adalberto Corinaldi (1968 - 1971)
- Giorgio Voghera (1971 - 1984)
- Roberto Bassi (1984 - 1991)
- Sandro Romanelli (1991 - 1998)
- Paolo Gnignati (1998 - 2002)
- Dario Calimani (2002 - 2006)
- Vittorio Levis (2006 - 2010)
- Amos Luzzatto (2010 - 2013)
- Riccardo Calimani (2013 - 2013)
- Corrado Calimani (2013 - 2013)
- Paolo Gnignati (2013 - 2021)
- Dario Calimani (2021 - in carica)

## Segretari generali o facenti funzione (FF)
- Cesare Segrè ( - 1937)
- Cesare Banon (1937 - 1945) (FF)
- Benedetto Corinaldi (1945 - 1946) (FF)
- Enrico Gnignati (1947 - 1984)
- Renato Jona (1984 - 1994)
- Doriana Curiel (1994 - 1999) (FF)
- Napoleone Jesurum (2000 - 2002)
- Patrizia Saba (2002 - 2018) (FF)
- Michael Calimani (2018 - in carica)